# Comuna Vârfu Câmpului, Botoșani
Vârfu Câmpului este o comună în județul Botoșani, Moldova, România, formată din satele Dobrinăuți-Hapăi, Ionășeni, Lunca, Maghera, Pustoaia și Vârfu Câmpului (reședința).

## Demografie
Componența etnică a comunei Vârfu Câmpului
     Români (88,27%)
     Alte etnii (0,18%)
     Necunoscută (11,54%)
Componența confesională a comunei Vârfu Câmpului
     Ortodocși (84,27%)
     Alte religii (4,03%)
     Necunoscută (11,7%)
Conform recensământului efectuat în 2021, populația comunei Vârfu Câmpului se ridică la 7.077 de locuitori, în creștere față de recensământul anterior din 2011, când fuseseră înregistrați 3.420 de locuitori. Majoritatea locuitorilor sunt români (88,27%), iar pentru 11,54% nu se cunoaște apartenența etnică. Din punct de vedere confesional, majoritatea locuitorilor sunt ortodocși (84,27%), iar pentru 11,7% nu se cunoaște apartenența confesională.

## Politică și administrație
Comuna Vârfu Câmpului este administrată de un primar și un consiliu local compus din 17 consilieri. Primarul, Dumitru-Ovidiu Domunco[*], de la Partidul Național Liberal, este în funcție din 1 noiembrie 2024. Începând cu alegerile locale din 2024, consiliul local are următoarea componență pe partide politice:
|  | Partid                          | Consilieri | Componența Consiliului | Componența Consiliului | Componența Consiliului | Componența Consiliului | Componența Consiliului | Componența Consiliului | Componența Consiliului | Componența Consiliului | Componența Consiliului | Componența Consiliului | Componența Consiliului |
|  | ------------------------------- | ---------- | ---------------------- | ---------------------- | ---------------------- | ---------------------- | ---------------------- | ---------------------- | ---------------------- | ---------------------- | ---------------------- | ---------------------- | ---------------------- |
|  | Partidul Național Liberal       | 11         |                        |                        |                        |                        |                        |                        |                        |                        |                        |                        |                        |
|  | Partidul Social Democrat        | 5          |                        |                        |                        |                        |                        |                        |                        |                        |                        |                        |                        |
|  | Alianța pentru Unirea Românilor | 1          |                        |                        |                        |                        |                        |                        |                        |                        |                        |                        |                        |

## Personalități
- Maria Franche (născută Chipail) (1899–1989), medic specialist boli infecțioase, director al Spitalului de Boli Infecțioase din Iași și profesor la Facultatea de Medicină din Iași.